# DA (chanson)
Pour les articles homonymes, voir Da.
Singles de PNL
La vie est belle
(2016) J'suis QLF
(2016)
Pistes de Dans la légende
Naha
(02)
DA est une chanson du groupe de rap français PNL, sortie le 15 avril 2016. Elle est le deuxième extrait de leur troisième album. Le titre est certifié single de diamant. Elle devient un des principaux tubes du groupe, totalisant plus 145 millions de vues en juin 2020.
Elle présente un tempo lent et une instrumentale mélancolique.

## Historique
Dans la lignée de ce qui a été fait avec les autres singles, la date et l'heure de sortie du single sont annoncés à l'avance sur les réseaux sociaux.
Le succès du morceau dans les jours suivant sa sortie est significatif, Les Inrocks diront des rappeurs qu'ils sont les plus suivis de France.

## Structure du morceau
Si les couplets d'Ademo et de N.O.S durent une minute chacun, le premier comprend presque exactement deux fois plus de mots que le second. Les deux parties prennent une approche différente dans l'énonciation des paroles.
Sur le plan instrumental, le tempo du morceau est de 103 BPM, avec pour élément le plus audible une boucle de piano ayant pour air : « Mi3 Sol3 Si3 Mi3 - La3 Do4 Mi4 La3 - Si3 Mi4 Sol4 Si3 - Si3 Ré4 Fa#4 Si3 ». À cette boucle se superposent notamment l'information tonale du chant, et de nombreux autres éléments comme les percussions du morceau.

## Paroles
Comme pour la plupart des chansons de PNL, les paroles sont marquées par une succession d'aphorismes, concentrés autour de plusieurs thèmes prédominants.
Le titre du morceau ainsi que le refrain sont vraisemblablement issus de l'expression « n'da », contraction de la locution américaine « in the hood », soit « dans le quartier ». Un des thèmes centraux évoqués, par le clip comme les paroles est le tiraillement entre l'accession à la célébrité et la vie dans la cité.
Dans le couplet de N.O.S, une moitié des vers évoquent également sa relation avec les femmes.
L'écriture se démarque largement par la présence répétée d'assonances et d'onomatopées.

## Clip vidéo
Les plans du clip sont partagés entre deux lieux ; l'hôtel de luxe Shangri-La à Paris, avec une vue directe sur la tour Eiffel en arrière-plan, et le quartier des Tarterêts à Corbeil-Essonnes, dont sont originaires les deux frères. Est également présent le singe qui avait été amené à l'émission Planète Rap de Skyrock à leur place.
L'outro du clip illustre une séquence dans laquelle le disque d'or de l'album Le Monde Chico sorti six mois avant le clip est accroché au mur de la maison de quartier des Tarterêts. Il y est superposé l'un des prochains morceaux du duo.

## Classement hebdomadaires
| Classement (2016)       | Meilleure position |
| ----------------------- | ------------------ |
| France (SNEP Streaming) | 3                  |
| France (SNEP)           | 20                 |

## Certification
| Région                                                                                                 | Certification | Ventes/Streams |
| --- | ------------- | -------------- |
| France (SNEP)                                                                                          | Diamant       | 50 000 000*    |
| *Ventes selon la certification ^Mise en rayon selon la certification xNon précisé par la certification |               |                |